# Saison 3 de Nancy Drew
Chronologie
Saison 2 Saison 4
Cet article présente le guide des épisodes de la troisième saison de la série télévisée américaine Nancy Drew.

## Synopsis
La saison trois commence une semaine après la finale de la saison deux lorsque nous avons vu la parente mystique de Nancy, Temperance Hudson, revenir à Horseshoe Bay avec un agenda sombre. Les espoirs de Nancy de quitter sa ville natale pour l'université seront anéantis par ce mystérieux ennemi, et son destin se confondra avec celui de son plus grand ennemi à ce jour.

## Généralités

### Diffusion
- Aux États-Unis, la saison a été diffusée entre le 8 octobre 2021 et le 28 janvier 2022 sur le réseau The CW.
- Au Canada, elle a été diffusée en simultané sur W Network.
- En France, elle a été diffusée intégralement le 19 janvier 2024 sur 6play via W9.
- Elle reste inédite dans les autres pays francophones.

## Distribution

### Acteurs principaux
- Kennedy McMann (VF : Anne Tilloy) : Nancy Drew
- Leah Lewis (VF : Alice Taurand) : Georgia « George » Fan
- Maddison Jaizani (VF : Leslie Lipkins) : Elizabeth « Bess » Marvin
- Tunji Kasim (VF : Brice Ournac) : Ned « Nick » Nickerson
- Alex Saxon (VF : Rémi Caillebot) : Ace
- Riley Smith (VF : Damien Ferrette) : Ryan Hudson
- Scott Wolf (VF : Cédric Dumond) : Carson Drew

### Acteurs récurrents
- Bo Martynowska puis Olivia Taylor Dudley : Temperance Hudson
- John Harlan Kim : Agent Grant Park
- Erica Cerra : Procureure Jean Rosario
- Rachel Colwell : Addy Soctomah
- Carmen Moore : Hannah Gruen
- Olivia Taylor Dudley : Charity Hudson Dow

### Invités
- Osric Chau : Edwin George Chen (2 épisodes)
- Anthony Natale : Captain Thom (2 épisodes)
- Nicole Oliver : Rebecca (2 épisodes)
- Stephen Lobo : Bertram Bobbsey (3 épisodes)
- Giacomo Baessato : Connor (2 épisodes)
- Geraldine Chiu : Jesse Fan (5 épisodes)
- Ariah Lee : Ted Fan (5 épisodes)
- Zoriah Wong : Charlie Fan (4 épisodes)
- Ariel Ladret : Cora Dow (2 épisodes)
- Kenny Wood-Schatz : Beckett Dow (3 épisodes)
- Jenaya Ross : Copperhead (4 épisodes)
- Ecstasia Sanders : Officer Joyce Marquez (6 épisodes)

## Épisodes

### Épisode 1:La Mise en garde du cœur gelé
- États-Unis : 8 octobre 2021 sur The CW
- France : 19 janvier 2024 sur 6play

- États-Unis : 0.42 millions de téléspectateurs[1]

- Penn : Lui-même
- Teller : Lui-même
- Angela Moore : Darlene Fowler
- Anthony Timpano : Dustin Yates
- Will Jackson : Flynn
- Sam Scherzer : Ryder
- Paige Shaw : Rendez-vous de Bess (derrière le Claws)
- Ana Mahmoodi : Technicien de la police scienfique

### Épisode 2:Le Voyage de l'esprit nuisible
- États-Unis : 15 octobre 2021 sur The CW
- France : 19 janvier 2024 sur 6play

- États-Unis : 0.33 millions de téléspectateurs[2]

- Paul Piaskowski : Richard Trott
- Anthony Timpano : Dustin Yates
- Will Jackson : Flynn
- Sam Scherzer : Ryder

### Épisode 3:Le Témoignage de l'homme exécuté
- États-Unis : 22 octobre 2021 sur The CW
- France : 19 janvier 2024 sur 6play

- États-Unis : 0.34 millions de téléspectateurs[3]

- Bethany Brown : Laci McAllister
- Candus Churchill : Grand-mère McAllister
- Paul Piaskowski : Richard Trott
- David Epstein : Joe Kelsey
- Jennifer Rose Garcia : Femme d'enregistrement
- Amanda Spinosa : Fan Fan
- Aman Mann : Con-Goer
- Chad Humeniuk : Darting Eyes
- Arianna Bent : Femme au voile
- Ari Solomon : Veilleur de nuit #2

### Épisode 4:Le Démon de Piper Beach
- États-Unis : 29 octobre 2021 sur The CW
- France : 19 janvier 2024 sur 6play

- États-Unis : 0.34 millions de téléspectateurs[4]

- Benjamin Hollingsworth : Jake Cazine
- Kathleen Duborg : Révérent Adeline Carter
- Paul Piaskowski : Richard Trott
- Jesse Muhoozi : Kwame
- Yasmeen Kelders : Talia
- Max Archibald : Cameron
- Jenaya Ross : Marchand de sable
- Jordyn Bennett : Marchand de sable "Petite fille"

### Épisode 5:La Vision du prisonnier de Birchwood
- États-Unis : 5 novembre 2021 sur The CW
- France : 19 janvier 2024 sur 6play

- États-Unis : 0.30 millions de téléspectateurs[5]

- Paul Piaskowski : Richard Trott
- Jason Tremblay : père de Jonah
- Warren Abbott : Officier Lehman
- Austin Macwhirter : Asher Davies
- Bentley Storteboom : Jonah
- Benjamin Jacobson : jeune Richard Trott
- Shelene Yung : Officier du HBPD

### Épisode 6:Le Mythe du chasseur pris au piège
- États-Unis : 12 novembre 2021 sur The CW
- France : 19 janvier 2024 sur 6play

- États-Unis : 0.33 millions de téléspectateurs[6]

- Aadila Dosani : Amanda Bobbsey
- Mackenzie Gray : Père Shane
- Benjamin Jacobson : jeune Richard Trott

### Épisode 7:Le Sacrifice des âmes enchevêtrées
- États-Unis : 19 novembre 2021 sur The CW
- France : 19 janvier 2024 sur 6play

- États-Unis : 0.35 millions de téléspectateurs[6]

- Richard Keats : Juge Abbott
- Neemish Parekh : Procureur adjoint Marcus Francouer
- Jesse Muhoozi : Kwame
- Yasmeen Kelders : Talia
- Max Archibald : Cameron

### Épisode 8:Les Chagrins ardents
- États-Unis : 3 décembre 2021 sur The CW
- France : 19 janvier 2024 sur 6play

- États-Unis : 0.27 millions de téléspectateurs[7]

- Kayla Smith : Eve
- Jesse Muhoozi : Kwame
- Yasmeen Kelders : Talia
- Max Archibald : Cameron
- Matthew Sears : Spectre du père de Charity
- Chloe McKinnon : Spectre de la mère de Charity

### Épisode 9:Les Voix dans le froid glacial
- États-Unis : 10 décembre 2021 sur The CW
- France : 19 janvier 2024 sur 6play

- États-Unis : 0.29 millions de téléspectateurs[8]

- Kayla Smith : Eve
- Karen Holness : Juge Goodman
- Camila Savia : Jeune fille de la fête

### Épisode 10:La Confession de la longue nuit
- États-Unis : 7 janvier 2022 sur The CW
- France : 19 janvier 2024 sur 6play

- États-Unis : 0.45 millions de téléspectateurs[9]

- Andres Joseph : Tyler Gillis
- Ellie Harvie : Lily
- Mauricio Romero : Travailleur
- Jordan Dannish : Invité de la fête (non crédité)

### Épisode 11:Le Juré ensorcelé
- États-Unis : 14 janvier 2022 sur The CW
- France : 19 janvier 2024 sur 6play

- États-Unis : 0.40 millions de téléspectateurs[10]

- Dejan Loyola : Lev
- Katherine Evans : Daniela
- Angela Moore : Darlene Fowler
- Richard Keats : Juge Abbott
- Sean Depner : Peter Tombar
- Denzel Brooks : Felix Raybolt
- Mélania Solano : Kiran
- Micah Steinke : Randall
- Jesse Kelly-Brandes : Officier
- Jason Reid : Shérif adjoint
- Elizabeth McCarthy : Juré #1
- Jasmine Lukuku : Juré #2
- Keon Lyn : Juré #4
- Danny Dworkis : Juré #7
- Deborah Scott : Miss MacCorkle

### Épisode 12:Le Symbole de l'arbre de la sorcière
- États-Unis : 21 janvier 2022 sur The CW
- France : 19 janvier 2024 sur 6play

- États-Unis : 0.47 millions de téléspectateurs[11]

- Marilyn Norry : Myrtle Hudson
- Angela Moore : Darlene Fowler
- Jesse Muhoozi : Kwame
- Yasmeen Kelders : Talia
- Max Archibald : Cameron
- Dominic Good : Tommy
- Bella Grace : Tina
- Madeleine Kelders : Fora

### Épisode 13:La Rançon de l'âme abandonnée
- États-Unis : 28 janvier 2022 sur The CW
- France : 19 janvier 2024 sur 6play

- États-Unis : 0.35 millions de téléspectateurs[12]

- Sharon Taylor : Shelby Glass
- Thomas Cadrot : Jonas Glass
- Richard Keats : Juge Abbott
- Trevor Lerner : Fred
- Ellie Harvie : Lily
- Sean Depner : Peter Tombar
- Mélania Solano : Kiran
- Adam Pateman : Contracteur
- James Allore : Travailleur (non crédité)